# Ženevské úmluvy
Ženevské úmluvy jsou čtyři úmluvy a tři dodatkové protokoly, které upravují
podmínky a pravidla na ochranu osob boje se neúčastnících (civilisté, zdravotníci) nebo z bojů vyřazených (váleční zajatci, ranění, nemocní či ztroskotaní vojáci) během ozbrojených konfliktů podle mezinárodního práva. Poslední revize ženevských úmluv byly sjednány na diplomatické konferenci konané v Ženevě od 21. dubna do 12. srpna 1949, přičemž byly aktualizovány předchozí první Ženevská úmluva, druhá Ženevská úmluva a třetí Ženevská úmluva a doplněna čtvrtá Ženevská úmluva. Ženevské úmluvy byly ratifikovány (v některých případech s výhradami) 196 státy.

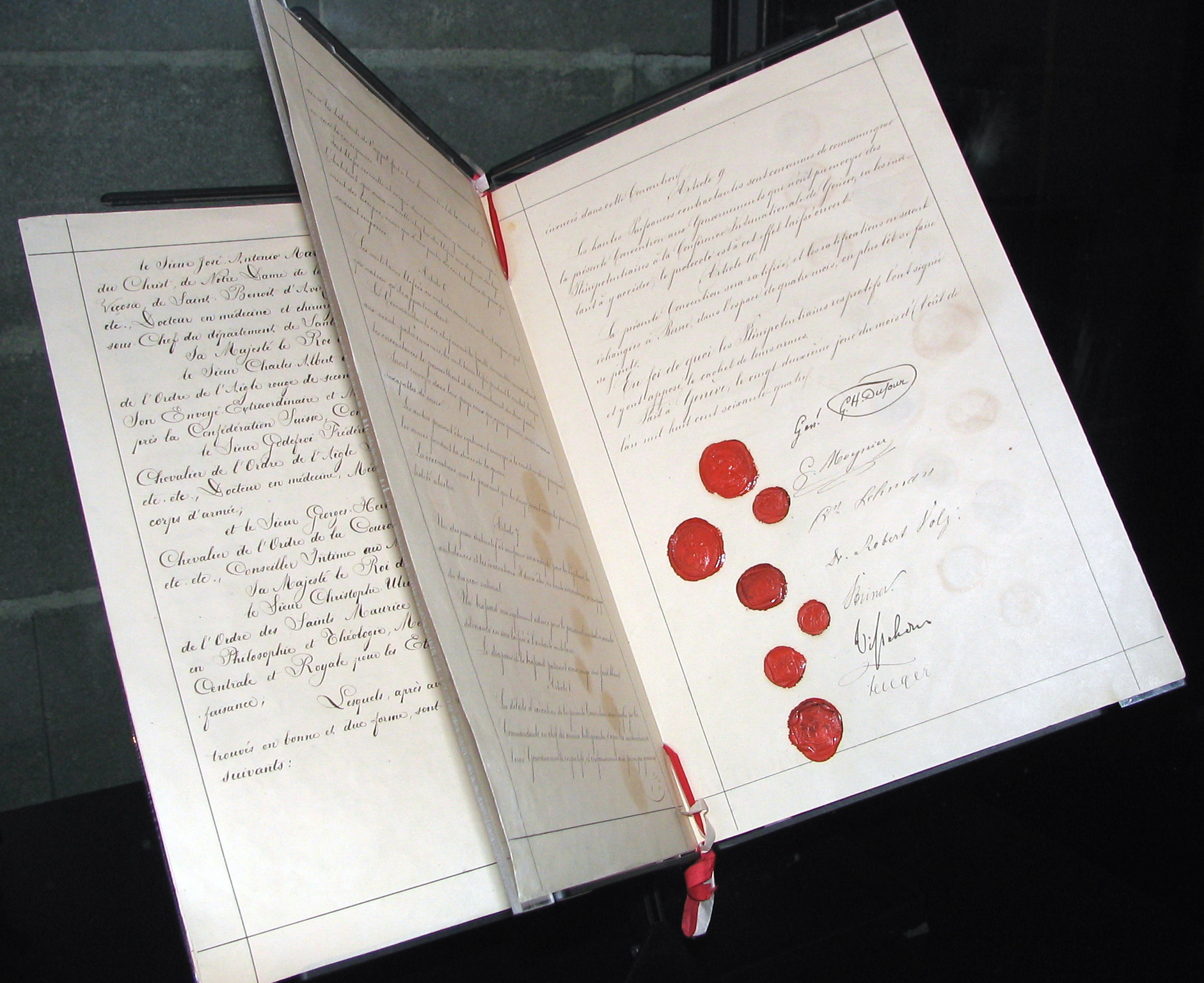
Původní dokument

Ženevské úmluvy původně upravovaly ochranu obětí ozbrojených konfliktů (ženevské právo), avšak dodatkové protokoly z roku 1977 upravují i způsoby a prostředky vedení války (haagské právo, jehož dalšími prameny jsou také Haagské úmluvy, Ženevský protokol, Úmluva o zákazu nebo omezení některých konvenčních zbraní a řada dalších smluv).[zdroj⁠?!]
Ženevské úmluvy spolu se svými dodatkovými protokoly představují základní prameny válečného práva. Jejich hlavní zásadou je, že v případě války musí být respektována důstojnost lidské bytosti a bez jakéhokoli nepříznivého rozlišování musí být před válkou a jejími následky chráněni ti, kdo se konfliktu přímo neúčastní, jakož i ti, kdo byli z konfliktu vyřazeni v důsledku nemoci, zranění či zajetí. Smluvními stranami Ženevských úmluv jsou všechny státy světa a jejich zásady a zásady prvního a druhého dodatkového protokolu jsou součástí mezinárodního obyčejového práva a z toho titulu zavazují každého člena mezinárodního společenství.[zdroj⁠?!]
Ženevské úmluvy zavazují každou skupinu účastnící se ozbrojeného konfliktu, tedy nejen vládní síly, ale i například povstalce.[zdroj⁠?!] Ženevské úmluvy musí být dodrženy všemi stranami konfliktu za všech okolností, tedy i bez ohledu na chování kterékoli ze stran konfliktu. Vážná porušení Ženevských úmluv představují válečné zločiny a pachatel je trestně odpovědný podle mezinárodního trestního práva.
Odpovědnost za porušení Ženevských úmluv nese nejen ten, kdo se ho dopustil, ale i ten, kdo takové porušení nařídil i ten, kdo z nedbalosti při výkonu své funkce porušení ze strany podřízených umožnil.[zdroj⁠?!] Dále pak skutečnost, že k porušení došlo na základě příkazu nadřízeného, nezbavuje sama o sobě podřízeného odpovědnosti za takovýto čin.[zdroj⁠?!]
Každý stát je povinen osobu podezřelou z vážného porušení postavit před soud, bez ohledu na její státní příslušnost, nebo ji vydat státu majícímu na jejím stíhání zájem.[zdroj⁠?!]

## Vývoj mezinárodního humanitárního práva

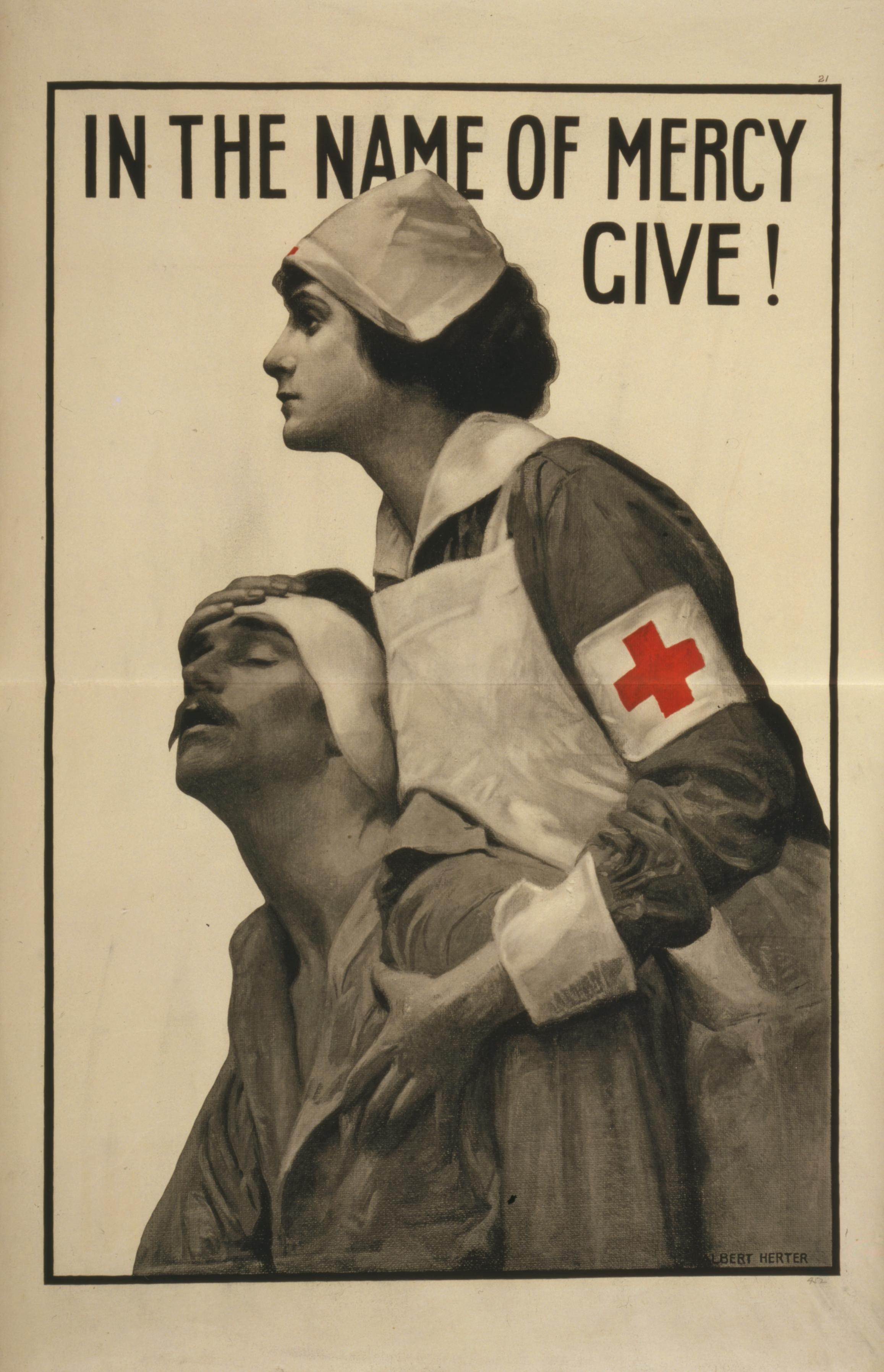
Plakát červeného kříže během první světové války

V roce 1862 Henri Dunant vydal knihu  Vzpomínka na Solferino, ve které popsal hrůzy války. Jeho válečné zkušenosti ho inspirovaly, aby navrhl:
1. založení permanentní agentury humanitární pomoci ve válce,
2. smlouvu, kterou by byla uznána neutralita této agentury a povolila humanitární pomoc ve válečné zóně.

První návrh vedl ke zřízení Červeného kříže. Druhý návrh vedl k přijetí První Ženevské úmluvy. Za oba úspěchy Henry Dunant získal první Nobelovu cenu míru v roce 1901.
První úmluva byla přijata 22. srpna 1864 12 státy.
Clara Barton byla významnou osobou v kampani pro ratifikaci První Ženevské úmluvy ve Spojených státech, které ji ratifikovaly v roce 1882.
Druhá úmluva byla poprvé přijata 6. července 1906 a specificky ošetřuje pravidla pro ozbrojené a námořní síly na moři.
27. července 1929 byla přijata třetí úmluva o zacházení s válečnými zajatci a nabyla účinnost 19. června 1931.
V inspiraci vlnou humanitárního a pacifického entusiasmu po druhé světové válce a pobouření válečnými zločiny odhalenými při Norimberském procesu byla v roce 1949 vedena série konferencí, která znovu potvrdila, rozšířila a revidovala předchozí tři úmluvy a přijala čtvrtou úmluvu o ochraně civilních osob během války.
Přes délku těchto dokumentů, během času se ukázalo, že jsou nekompletní. Ve skutečnosti se povaha válek v období studené války změnila, což vedlo řadu lidí k názoru, že Ženevské úmluvy upravují vyhaslou realitu: na druhé straně, většina ozbrojených konfliktů byla vnitřními či občanskými válkami v dalším pohledu většina moderních asymetrických válek byla způsobila zvyšující se ztráty na civilistech, což vedlo k potřebě poskytnout civilním osobám a objektům další ochranu v bojové situaci, tedy k aktualizaci Haagských úmluv.
Z těchto důvodů byly přijaty roku 1977 dva dodatkové protokoly, které rozšířily podmínky Ženevských úmluv. V roce 2005 byl přijat třetí dodatkový protokol o přijetí dalšího ochranného znaku, Červeného krystalu.

## Úmluvy a dodatkové protokoly
Ženevské úmluvy zahrnují pravidla, která se použijí během ozbrojeného konfliktu a zajišťují ochranu osobám, které nejsou nebo dále nemohou být účastny bojů, například
- zranění či nemocní,
- váleční zajatci,
- civilisté,
- zdravotnický a církevní personál.

### Úmluvy
Tři původní Ženevské úmluvy přijaté před druhou světovou válkou byly revidovány v roce 1949 a byla připojena čtvrtá úmluva.
- První Ženevská úmluva o zlepšení osudu raněných a nemocných příslušníků ozbrojených sil v poli
- Druhá Ženevská úmluva o zlepšení osudu raněných, nemocných a trosečníků ozbrojených sil na moři
- Třetí Ženevská úmluva o zacházení s válečnými zajatci
- Čtvrtá Ženevská úmluva o ochraně civilních osob za války

### Dodatkové protokoly
Úmluvy z roku 1949 byly pozměněny třemi dodatkovými protokoly
- Protokol I (1977) Dodatkový protokol k Ženevským úmluvám z 12. srpna 1949 o ochraně obětí mezinárodních ozbrojených konfliktů
- Protokol II (1977) Dodatkový protokol k Ženevským úmluvám z 12. srpna 1949 o ochraně obětí ozbrojených konfliktů nemajících mezinárodní charakter
- Protokol III (2005) Dodatkový protokol k Ženevským úmluvám z 12. 8. 1949 o přijetí dalšího rozeznávacího znaku

## Použití Ženevských úmluv
Ženevské úmluvy se použijí v okamžiku války nebo ozbrojeného konfliktu, vázány jsou vlády které úmluvy ratifikovaly. Ve společných ustanoveních článků 2 a 3 je upraveno použití těchto úmluv.

### Společné ustanovení článku 2 týkající se mezinárodních ozbrojených konfliktů
Toto ustanovení stanoví, že se Ženevské úmluvy použijí ve všech případech mezinárodních konfliktů, pokud alespoň jeden z válčících státu ratifikoval úmluvy. Zejména:
- Úmluvy se použijí ve všech případech vyhlášení války mezi smluvními státy.
- Úmluvy se použijí ve všech případech ozbrojeného konfliktu mezi dvěma nebo více smluvními státy, i kdyby nedošlo k vyhlášení válečného stavu. Tato podmínka byla přidána v roce 1949 k řešení situací s charakterem války bez formálního vyhlášení (např. policejní akce).[10]
- Úmluvy se použijí i když jeden ze států není stranou, ale pouze pokud je daný stát „akceptuje a použije ustanovení úmluv“.[10]

Článek 1 Protokolu I dále upřesňuje, že ozbrojený konflikt proti koloniální nadvládě a cizí okupaci je také kvalifikován jako mezinárodní. Pokud jsou kritéria mezinárodního konfliktu shledána, plná ochrana podle úmluv se pokládá za uplatněnou.

### Společné ustanovení článku 3 týkající se vnitrostátních ozbrojených konfliktů
Ustanovení článku 3 stanoví, že jistá minimální pravidla válečného práva se také použijí v ozbrojeném konfliktu, který nemá mezinárodní charakter, ale je probíhá uvnitř hranic jednoho státu. Aplikace tohoto ustanovení vyžaduje interpretaci pojmu ozbrojený konflikt. Například by se ustanovení použilo v případě konfliktu mezi vládními a povstaleckými silami nebo mezi dvěma povstaleckými skupinami nebo jinými konflikty válečného charakteru uvnitř jednoho státu. Útok skupiny osob na policejní stanici nebude považován za ozbrojený konflikt podle článku 3, ale pouze akci podle práva daného státu.
Ženevské úmluvy jako celek nejsou použitelné v situaci vnitrostátního ozbrojeného konfliktu, pouze omezené podmínky ustanovení článku 3 a dále Protokolu II. Důvodem omezení by byl konflikt s právy svrchovaného státu. V případě použití tohoto ustanovení platí:
- s osobami, které se aktivně neúčastní útočných akcí, včetně vojenských osob zraněných, nemocných či zajištěných bude zacházeno humánně,
- zranění a nemocní budou ošetření.

## Vynucování úmluv

### Ochranné mocnosti
Ochranná mocnost je stát, který se neúčastní ozbrojeného konfliktu, ale souhlasil s ochranou zájmů státu, který se účastní ozbrojeného konfliktu. Ochranná mocnost je zprostředkovatelem komunikace mezi válčícími. Ochranná mocnost současně dohlíží na dodržování úmluv, což zahrnuje návštěvu válečných zajatců nebo válečné zóny. Ochranná mocnost jedná jako zastánce zajatců, zraněných a civilistů. Paralelně k systému ochranných mocností pověřují Ženevské úmluvy výkonem těchto činností Mezinárodní výbor Červeného kříže.

### Vážná porušení úmluv
Ne všechna porušení úmluv mají stejnou váhu. Nejzávažnější zločiny jsou označeny jako závažná porušení a představují skutkovou podstatu válečných zločinů. Závažná porušení třetí a čtvrté úmluvy zahrnují následující trestné činy, pokud byly spáchány proti chráněným osobám:
- úmyslné zabití, mučení nebo nelidské a kruté zacházení, včetně biologických experimentů,
- úmyslné způsobení zbytečného velkého utrpení nebo zranění,
- přesvědčování osob ke službě v nepřátelských ozbrojených silách,
- úmyslné zbavení či znemožnění práva na spravedlivý proces.

Za vážná porušení čtvrté úmluvy se dále považují:
- braní rukojmích,
- rozsáhlé ničení a zabavení majetku neoprávněné vojenskou nutností a to nezákonně a bezohledně,
- nezákonné deportace nebo uvěznění osob.[11]

Smluvní strany musí přijmout a vynucovat zákony trestající jakýkoliv trestný čin proti válečnému právu. Smluvní strany jsou také povinny vyhledat osoby, které spáchaly dané trestné činy nebo je nařídily a postavit je před soud bez ohledu na jejich státní občanství a místo kde byl trestný čin spáchán. Princip universality platí také pro vynucování úmluv.

## České právo
Ženevské úmluvy byly Československem podepsány a ratifikovány. Ve Sbírce zákonů byly vyhlášeny pod číslem 65/1954 Sb. Dva dodatkové protokoly byly podepsány v Ženevě dne 8. června 1977 a po ratifikaci vyhlášeny pod č. 168/1991 Sb. Dne 8. 12. 2005 byl v Ženevě sjednán již třetí dodatkový protokol, v Česku vyhlášený pod č. 85/2007 Sb.m.s.
Nový český trestní zákoník zahrnuje v souladu s Ženevskými úmluvami válečné zločiny.